# Martin Otoničar
Martin Otoničar, né le 8 mai 1994, est un coureur cycliste slovène.

## Palmarès et résultats

### Palmarès par année
- 2011
  -  Champion de Slovénie sur route juniors
  - 2e étape du Grand Prix Général Patton
  - 2e du championnat de Slovénie du contre-la-montre juniors
  - 3e du Trofeo Guido Dorigo
- 2012
  - 3e étape du Tour de la région de Łódź
  - 2e de la Coppa Pietro Linari
  - 3e du Tour de la région de Łódź
- 2014
  - Banja Luka-Belgrade I
  - 2e du Central-European Tour Košice-Miskolc
- 2015
  - Grand Prix Šenčur
- 2016
  - Tour du Centre Var
  - 2e du Trophée Adolfo Leoni
  - 2e du Gran Premio di Roncolevà

### Classements mondiaux
| Année           | 2014 | 2015 | 2016   |
| --------------- | ---- | ---- | ------ |
| UCI Europe Tour | 151e | 669e | 1 260e |